# Оксопентахлороренат калия
Оксопентахлороренат калия — неорганическое соединение, соль металла калия и oксопентахлорорениевой кислоты формулой K2[ReCl5O]. При нормальных условиях представляет собой устойчивые зеленовато-жёлтые кристаллы, плохо растворяется в концентрированной соляной кислоте. Образует кристаллогидрат состава K2[ReCl5O]·H2O.

## Получение
- Реакция иодида калия с рениевой кислотой в присутствии соляной кислоты;
- Электролиз раствора перрената калия в растворе соляной кислоты с последующим добавлением хлорида калия.

## Физические свойства
Оксопентахлороренат калия образует устойчивое (в твёрдом состоянии) зеленовато-жёлтое кристаллическое вещество, плохо растворяется в концентрированной соляной кислоте.

## Химические свойства
- Легко окисляется на воздухе, превращаясь в перренат калия;
- Гидролизуется водой с образованием дигидрата оксида рения(IV) и метаперренатов.